# 间颅鼠兔
间颅鼠兔（学名：Ochotona cansus）为鼠兔科鼠兔属的哺乳动物，是中国的特有物种。分布于山西、青海、甘肃、四川、西藏等地，多见于山地草原、草甸、灌丛、耕地。该物种的模式产地在甘肃临潭。

## 亚种
- 间颅鼠兔指名亚种（学名：Ochotona cansus cansus）。在中国大陆，分布于青海、甘肃、四川等地。该物种的模式产地在甘肃临潭。[3]
- 间颅鼠兔锡金亚种（学名：Ochotona cansus sikimaria）。在中国大陆，分布于西藏等地。该物种的模式产地在锡金。[4]
- 间颅鼠兔山西亚种（学名：Ochotona cansus sorella）。在中国大陆，分布于山西等地。该物种的模式产地在山西宁武。[5]
- 间颅鼠兔四川亚种（学名：Ochotona cansus stevensi）。在中国大陆，分布于四川等地。该物种的模式产地在四川康定。[6]